# Трамвай Ан

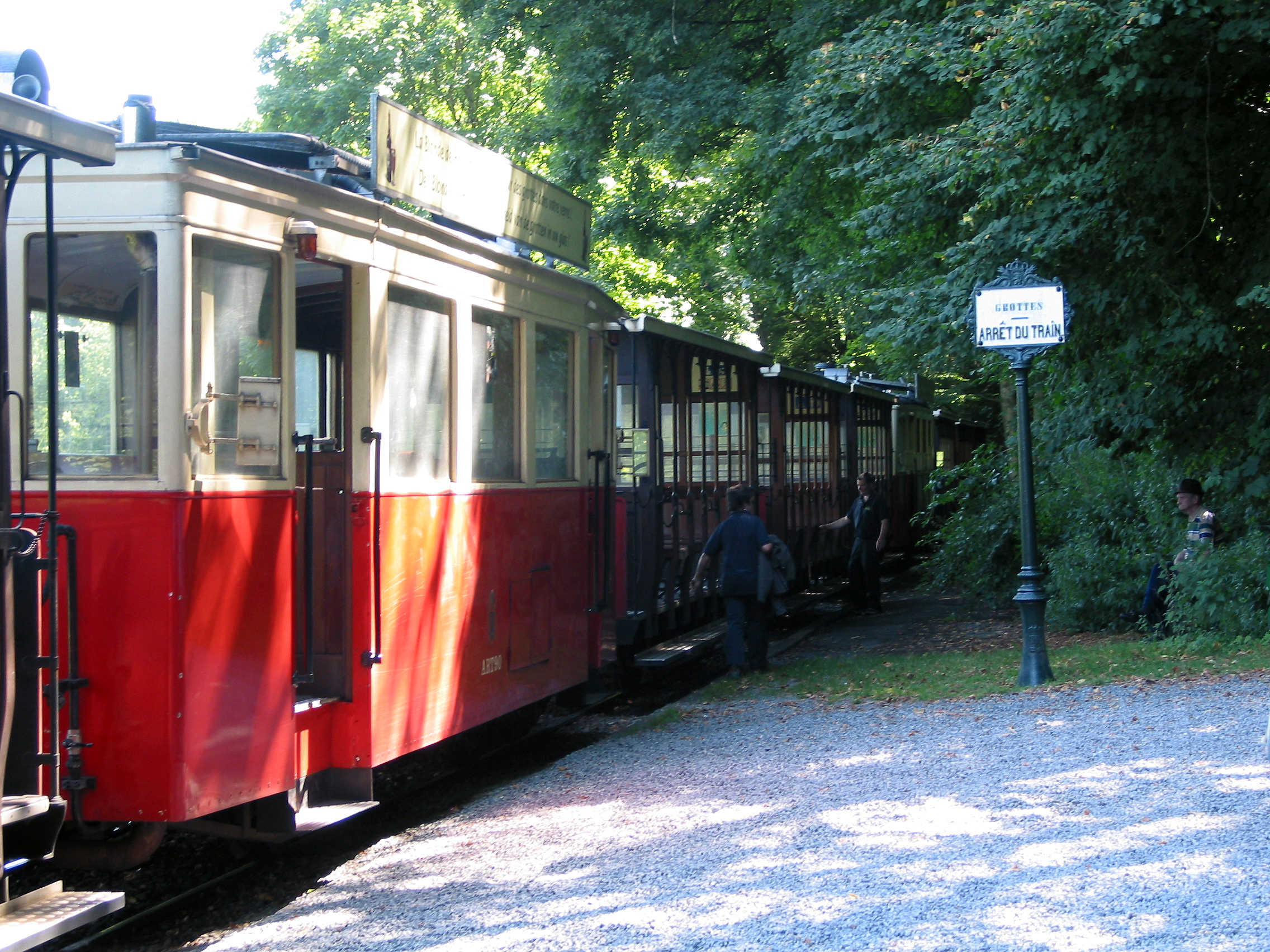
Остановка «пещеры»

Трамвай пещер Ан — перевозящая в основном туристов линия дизельного трамвая в провинции Намюр (Валлония, Бельгия). Фактически линия имеет характер исторической железной дороги, хотя она не создавалась специально в таком качестве.

## История
В начале XX века расположенные неподалёку от местечка Ан-сюр-Лес пещеры стали популярным туристическим объектом. Однако популярность имела и обратную сторону — транспорт, на котором прибывали туристы, приводил к пробкам на улицах деревни. Эти пробки мешали прогону скота, что вызывало недовольство местных крестьян.
16 сентября 1904 года во время заседания совета коммуны местные крестьяне предъявили властям требование о разрешении сложившийся ситуации.
Для решения проблемы было решено построить линию парового трамвая, которая должна была соединить центр деревни со входом в пещеры. Королевским решением от 8 июля 1905 года строительство и дальнейшая эксплуатация линии была доверена Национальному обществу местных железных дорог (NMVB/SNCV), которое к тому времени уже эксплуатировало сеть междугородных трамваев.
Открытие линии состоялось 1 июля 1906 года. Тогда её протяжённость составляла 3,7 км. Она шла от церкви Ан-сюр-Лес до вершины скалы Фоль (Faule).
В годы Первой мировой войны линия не действовала, но 13 июля 1920 года движение по линии возобновилось.
В 1968 году линия была продлена от скалы Фоль до входа в пещеры. Этот участок протяжённостью в 1,7 км начал действовать 29 марта 1968 года. 9 июля 1989 года конечная остановка трамвая в посёлке Ан-сюр-Лес была перенесена на новое место. В 1993 году на конечном пункте линии в Ан-сюр-Лес было построено разворотное кольцо.
До 1935 года на линии использовались паровозы, после чего они были заменены дизельными трамваями — автомотрисами, при этом количество перевозимых пассажиров удвоилось
16 — 17 июля 2005 года отмечалось столетие линии, при этом в качестве дня рождения была взята не дата открытия движения линии, а дата принятия решения о строительстве линии. Для праздничных поездок использовался подвижной состав из музея TTA: автомотриса AR 93 и вагоны A 165 и A 1348.
10 июня следующего года линия во второй раз отметила своё столетие (этот праздник был приурочен к открытию линии). На этот раз для праздничных поездок использовали свой собственный подвижной состав, автомотрису-трамвай A 168 и вагоны A 8861 и A 8893.

## Описание системы
Ширина колеи — 1000 мм, длина линии — 5,7 км. Трасса выделенная почти на всём своём протяжении, за исключением участка в деревне Ан.

## Подвижной состав
До 1935 года на линии использовались паровозы типа 030 Национального общества местных железных дорог. В 1935 году они были заменены дизельными трамваями — автомотрисами типа AR, которые эксплуатируются совместно с прицепными вагонами. Все автомотрисы и прицепные вагоны оборудованы пневматическими тормозами.

### Автомотрисы

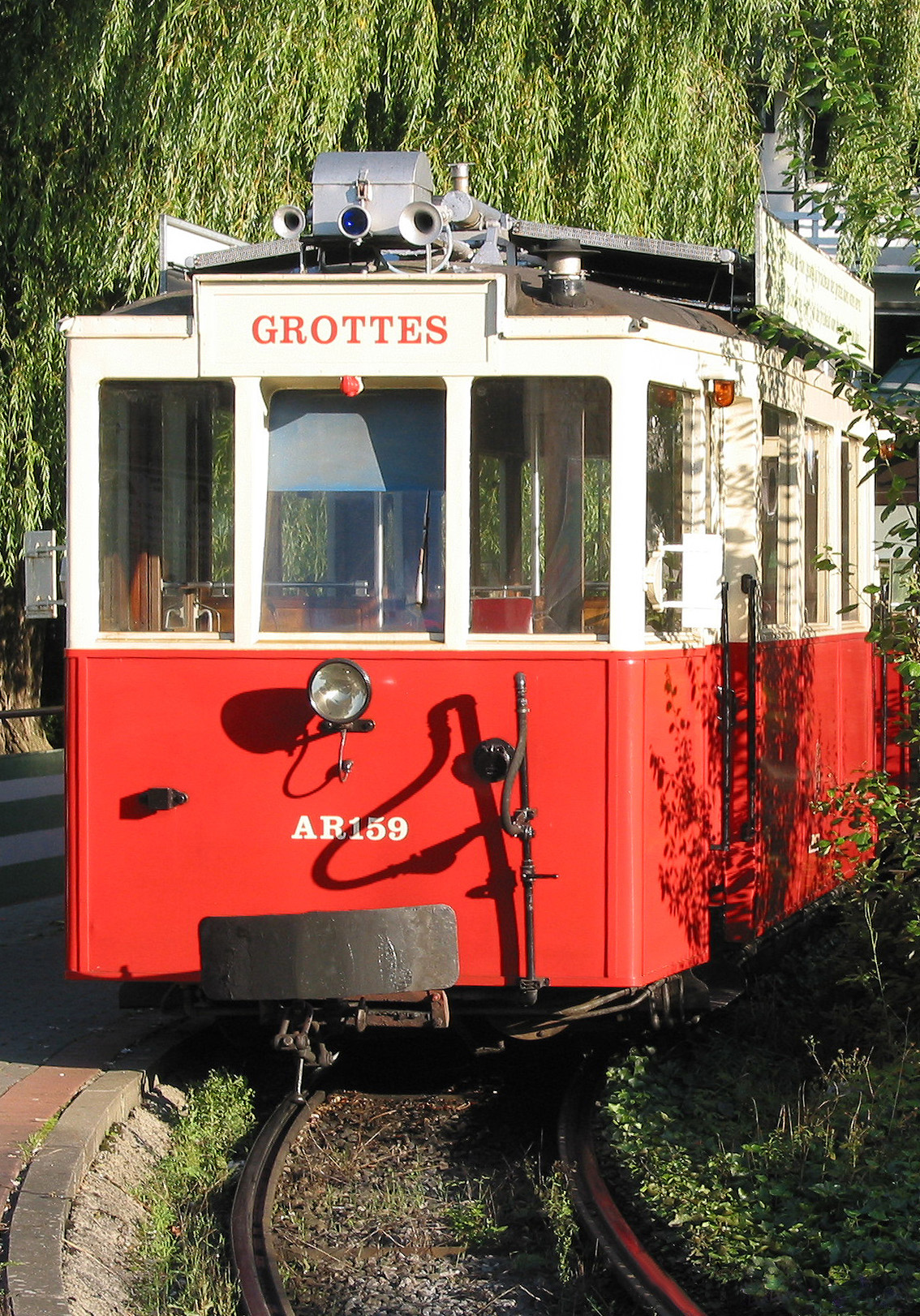
Автомотриса AR 159

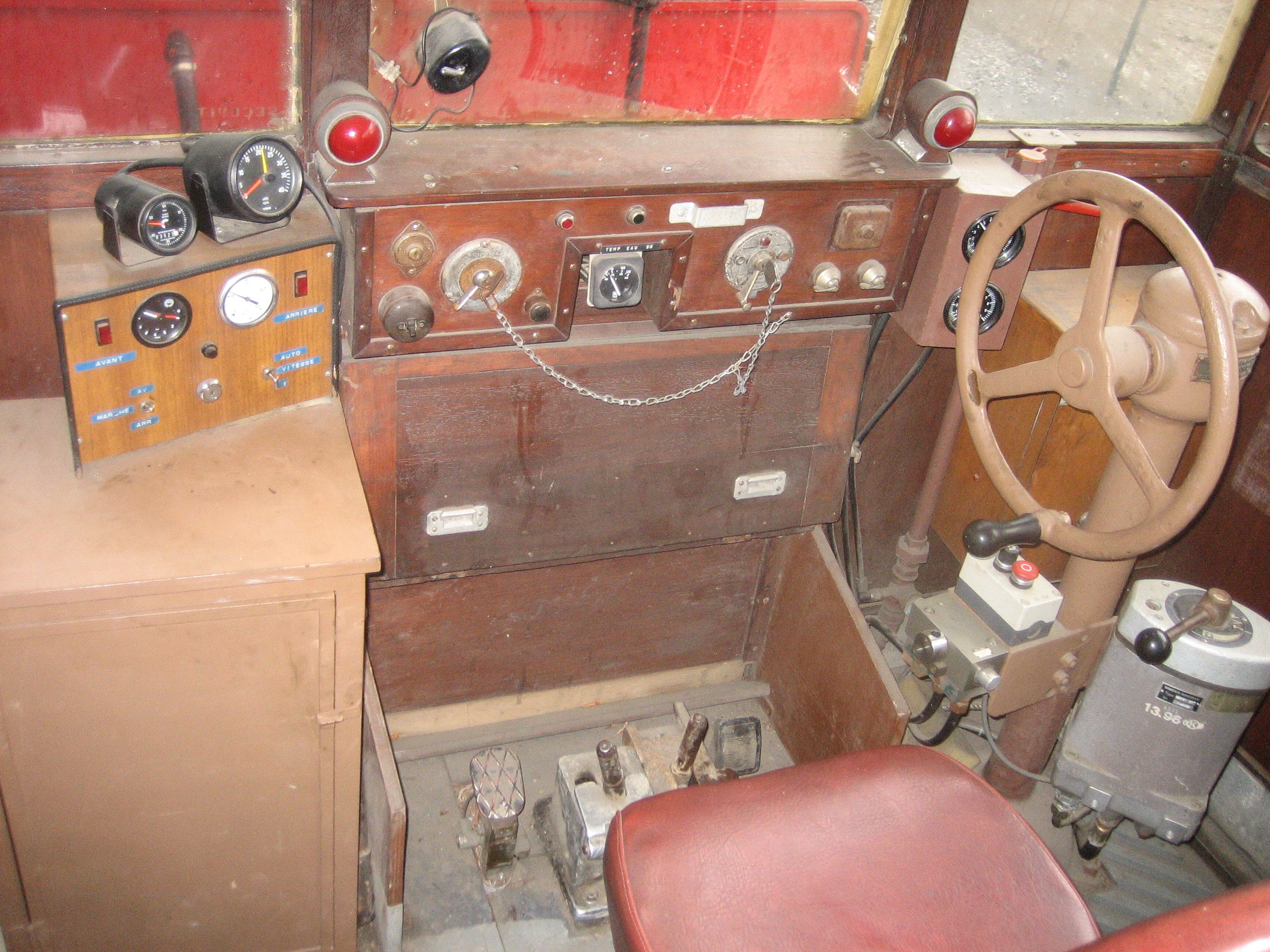
Кабина вагоновожатого

Всего имеется шесть дизельных автомотрис, из них две автомотрисы — тягача. Все они двухосные.
Вес тягача (ART 89, ART 90) — 19 тонн, полу-тягача (AR 145, AR 159, AR 168) — 13 — 15 тонн, простого трамвая (AR 266) — 11 тонн.
- ART 89: построен мастерской NMVB/SNCV Гент-Дестелберген на основе прицепного вагона двадцатых годов в 1933 году. С 1 августа 1934 года использовался в Генте. В 1949 году был перестроен в автомотрису-тягач, с 1949 по 1989 год использовался на разных линиях в провинции Эно, а также в качестве рабочей автомотрисы на строительстве скоростного трамвая («лёгкого метро») Шарлеруа. После этого ART 89 попал в трамвайный музей ASVI. В 1995 году был передан на линию пещер Ан. Кузов трамвая деревянный.

- ART 90: построен мастерской NMVB/SNCV Брюссель-Кюригем на основе прицепного вагона A 948 1890 года постройки в 1933 году. С 1 июля 1934 года базировался в депо Гелденакен. В 1949 году в Лувене был перестроен в автомотрису-тягач, после чего в течение многих лет использовался на междугородных трамвайных линиях провинции Брабант, в основном в районе городов Лувен, Гелденакен и Тинен. С 1962 по 1972 году этот трамвай использовался в Брюсселе на работах по демонтажу трамвайных линий. В октябре 1977 года ART 90 был передан на линию пещер Ан. Кузов трамвая — деревянный.

- AR 145: построен фирмой Baume et Marpent из Эн-Сен-Пьер (Haine-St-Pierre). С 7 марта 1935 года использовался на линии пещер Ан. Примерно в 1950 году эта автомотриса была утяжелена балластом для возможности ведения тяжёлых составов. Этот трамвай считается семи-тягачом. Кузов трамвая — металлический.

- AR 159: построен в 1934 году фирмой «Forges Usines et Fonderies» из Эн-Сен-Пьер (Haine-St-Pierre). С 1935 года использовался в Тюрнхауте и его окрестностях. В 1951 году в Генте этот трамвай был утяжелён и превращён в семи-тягач. С 1952 году он используется на линии пещер Ан. Кузов трамвая — металлический.

- AR 168: построен одновременно с AR 159 той же фирмой. AR 159 и AR 168 практически идентичны. С января 1936 года использовался в Курьере (Courrière), в мае следующего года AR 168 был передан в Антверпен. Как и AR 159, в 1951 году в Генте AR 168 был перестроен в семи-тягач. С 1952 года он используется на линии пещер Ан.

- AR 266: был построен в 1936—1937 годах мастерской NMVB/SNCV Гент-Дестелберген. С 20 августа 1938 по 1949 года эксплуатировался в провинции Льеж, с 1949 по 1954 год — провинции Эно и с 1954 по 1962 год — в провинции Брабант. С 23 июня 1966 года этот трамвай используется на линии пещер Ан. Кузов трамвая — металлический.

### Прицепные вагоны

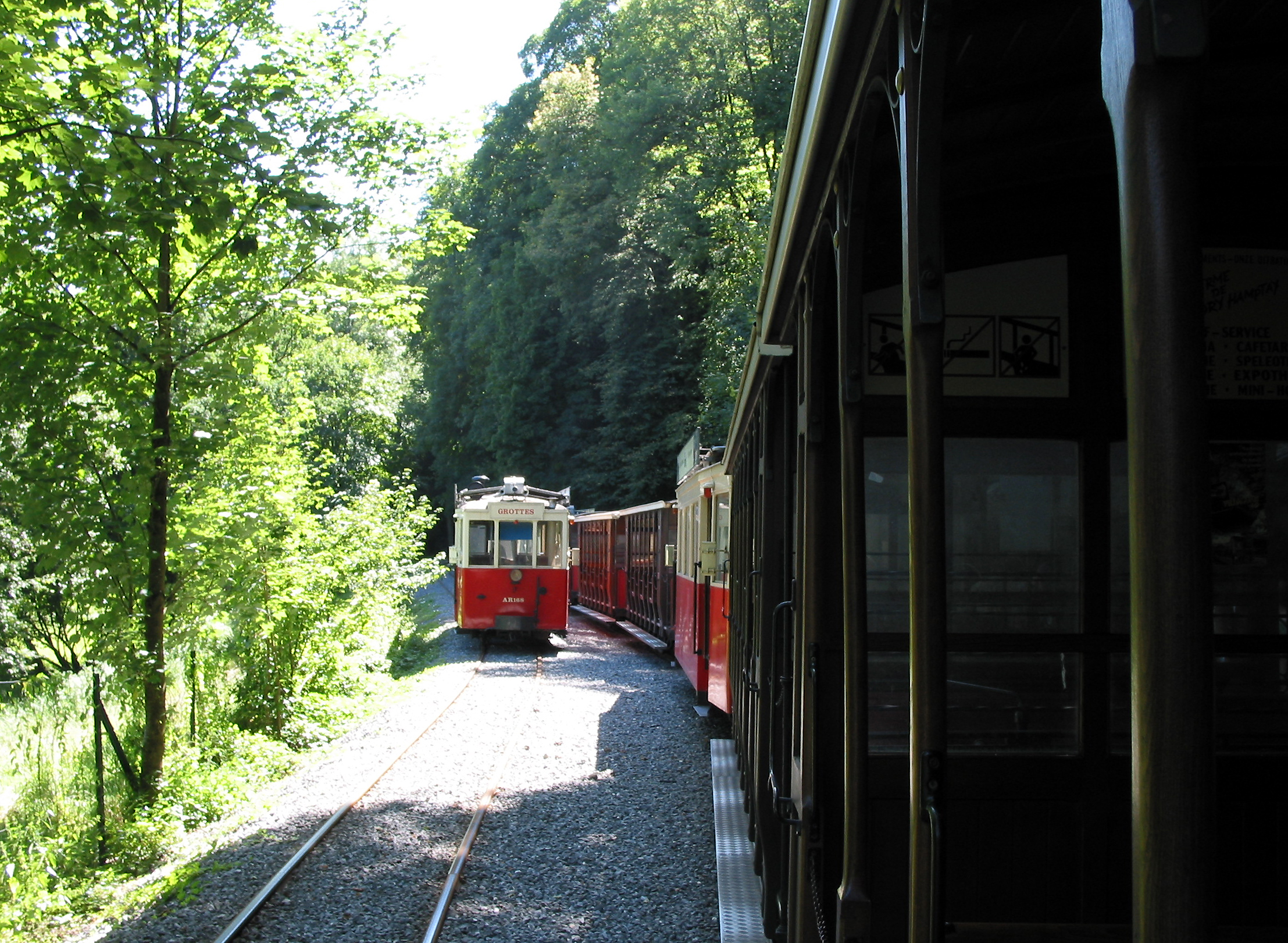
Автомотриса и открытый прицепной вагон

По состоянию на начало 2007 года на линии имеются пассажирские вагоны следующих типов:
- Открытые двухосные вагоны, построенные мастерскими самой линии начиная в 1994—2003 годах. Их бортовые номера — GR 001 — GR 009.

- Открытые двухосные вагоны постройки начала XX века. Их бортовые номера — A 8798 (1908, Cie. Central de Construction), A 8812 (1910, Nicaise & Delcuve), A 8820 , A 8821 (1910, Ateliers Germain), A 8861 (1911, Droeshout & Windels), B 8893 (1913, Droeshout & Windels), B 8895 (1913, Droeshout & Windels) и B 8896 (1913, Droeshout & Windels). Эти вагоны находятся в резерве и уже практически не используются.

С 1978 года на линии имелись четырёхосные закрытые вагоны № 9486 (бывший № 19445, 1944 год, мастерские NMVB/SNCV в Брюсселе) и № 9499 (бывший № 19596, 1952 год, мастерские в Брюсселе). К тому моменту № 9499 уже не использовался. Вагон № 9486 эксплуатировался на линии до 2004 года.

### Служебные вагоны
По данным книги 1996 года (см. источники) на линии имелся один служебный двухосный вагон-платформа 1887 года постройки (фабрика Seneffe), бортовой номер A 3518. Неизвестно, сохранился ли он на линии до 2007 года.

### Веб-сайты
- Официальный сайт
- Неофициальный сайт
- Трамвай Ан-Сюр-Лес